# Rowan Robinson
Rowan Robinson es una actriz británica. Es conocida por sus papeles en la película A Haunting in Venice (2023) y la serie de televisión de suspenso de ITV Passenger (2024).

## Biografía
Rowan Robinson nació y creció en Salford una localidad situada en el condado de Gran Mánchester (Inglaterra). Durante su infancia y juventud asistió al Pendleton 6th Form College en Salford y luego se formó en la Real Academia de Arte Dramático (RADA) donde se graduó en 2022 con una Licenciatura en Actuación.
Hizo su debut televisivo en 2019 en un episodio de la comedia de la CBBC So Awkward. Mientras estudiaba en la RADA fue miembro del Meighan Youth Theatre, donde apareció como Abigail Williams en una producción teatral de la obra The Crucible del dramaturgo estadounidense Arthur Miller en el teatro The Altrincham Garrick Playhouse en Mánchester. también en 2019 interpretó a Velma Kelly en el musical Chicago en el Waterside Arts Center en Sale, en el condado de Gran Mánchester.
Robinson hizo su debut cinematográfico como Alicia Drake en la película de Kenneth Branagh de 2023 A Haunting in Venice, una adaptación bastante libre de la novela Las manzanas de Agatha Christie de 1969.
En 2024, apareció como Jo, junto a Jill Halfpenny, en una producción teatral de la obra clásica de Shelagh Delaney, A Taste of Honey, en el Royal Exchange de Mánchester. Donde recibió elogios por su actuación, incluido Mark Brown en The Daily Telegraph que calificó su actuación de «excelente» y Clive Davis en The Times que la describió como una «presencia voluble» que ofrece una «actuación notablemente madura».
En marzo de 2024, interpretó el personaje de Katie Wells en la serie de televisión Passenger de la cadena de televisión británica ITV escrita por Andrew Buchan.

## Filmografía
| Año            | Título                             | Papel        | Notas                              | Ref.   |
| -------------- | ---------------------------------- | ------------ | ---------------------------------- | ------ |
| 2019           | So Awkward                         | Jodie        | Episodio: «Head Boy Hearts Girl»   | [ 4 ]  |
| 2022           | Gym                                |              | Cortometraje                       |        |
| 2022           | Am I Who                           | Sam          | Cortometraje                       |        |
| 2022           | The Fight in the Dog               | Al           | Cortometraje                       |        |
| 2023           | A Haunting in Venice               | Alicia Drake | Debut en el cine                   | [ 6 ]  |
| 2024           | Passenger                          | Katie Wells  | Serie de televisión, 6 episodios   | [ 13 ] |
| 2025           | A Cruel Love: The Ruth Ellis Story | Vicki Martin | Miniserie; 3 episodios             |        |
| —              | The Wayfinders                     | Zaya         | Serie de televisión; posproducción |        |
| (Fuente: IMDb) |                                    |              |                                    |        |

## Teatro
| Año                 | Título                                  | Papel                         | Compañía                            | Director(a)        | Ref.   |
| ------------------- | --------------------------------------- | ----------------------------- | ----------------------------------- | ------------------ | ------ |
| 2019                | This Thing in Here                      | Elise                         | King’s Arms-Salford                 | Tabitha Hugh Jones |        |
| 2021                | Ricardo II                              | Juan de Gante/Henry Percy     | Real Academia de Arte Dramático     | Rafaela Marcus     |        |
| 2022                | The Wolves                              | #46                           | Real Academia de Arte Dramático     | Katie Bonna        |        |
| 2022                | The Gift                                | Reina Victoria/Harriet Waller | Real Academia de Arte Dramático     | Jasmine Teo        |        |
| 2022                | Bold Girls                              | Cassie                        | Real Academia de Arte Dramático     | Ola Ince           |        |
| 2022                | William Shakespeare: A Man for All Time | Juliet/Isabella               | Boulevard Theatre                   | Trevor Nunn        |        |
| 2024                | A Taste of Honey                        | Josephine «Jo»                | Royal Exchange Theatre (Mánchester) | Emma Baggott       | [ 14 ] |
| (Fuente: Spotlight) |                                         |                               |                                     |                    |        |